# 八幡神社 (古河市北新町)
八幡神社（はちまんじんじゃ）は、茨城県古河市本町（北新町）にある神社。「諏訪八幡神社」とも呼ばれる。

## 祭神
八幡神（誉田別命）

## 歴史
社伝によれば、室町時代の康正元年（1455年）、初代古河公方・足利成氏が鎌倉の鶴岡八幡宮を勧請し、のちの古河城諏訪曲輪（出城）の地に創建したことに始まる。江戸時代の寛永13年（1636年）、古河城主・土井利勝が諏訪曲輪を設けて城を拡張した際に、別当寺の大楽院とともに古河城下の現在地に移転した。（『古河志』） 　なお、大楽院は明治初期に廃寺になっている。
創建については、第4代古河公方・足利晴氏の家臣である諏訪駿河守が、信濃・諏訪から「諏訪大社」をともなって古河に移り住んだことによるとも言われる。 

## 境内
本殿は東向き神明造瓦葺で間口2間・奥行2.5間の5坪である。

## 古河七福神めぐり（布袋尊）
布袋尊が祀られており、毎年1月に開催される「7000歩で歩ける　古河七福神めぐり」 コースの一部になっている。

## 交通
- 鉄道
  - 東日本旅客鉄道（JR東日本）宇都宮線古河駅西口から徒歩3分（約0.3 km）
  - 東武日光線新古河駅東口から徒歩29分（約2.3 km）